# 釋士璋
釋士璋（1323年—1368年），字原璞，嘉興郡海寧（中國浙江省嘉興市海寧市）人，俗姓王，為明朝杭州集慶寺沙門。

## 生平
士璋法師出生時生得伏犀貫頂相，雙目炯炯有神，瞳仁黑亮如漆。幼年時便不沾葷腥，父母偷偷在食物中藏葷食，法師一吃即嘔吐不止。自小喜讀佛書，鄰近有寺僧來向士璋法師的父親請求說：「此釋氏種也。盍乞師我。」他的父親很生氣的說：「吾兒如芬陀花，非若倫也。」便送法師到傳法寺受持在家五戒。當時，翰林侍制柳貫正好也暫住在寺中，便傳授經史子籍等學識奧義給士璋法師，法師天資穎悟，一學便能理解。
十九歲時出家受具足大戒，知道我菴本無法師主持上天竺寺，法師便整裝長途跋涉前往親近。一夜忽然夢遊到一處寶剎，有一位大菩薩教他長跪作禮，對他宣說一篇懺悔文。待他醒來回想方知是《普賢淨行品》的偈文。
到了上天竺寺，我菴法師見法師猶如舊識，甚為歡喜，便次第將天臺宗教觀章義傳授給法師，法師專心一意廢寢忘食的學習，很受我菴法師的器重期待。我菴圓寂後，東溟日法師接任住持，選士璋法師為開科，任寺職知客，兼領懺摩事務。
元至正十三年（1353年），江南行宣政院命師住持棲真寺。棲真寺與南天竺、演福二寺鄰近，當時由大用才和尚與紦宗繼二位長老住持，士璋法師以自己所學仍有不足，每日前往拜訪請益。凡是天臺教觀的奧妙微細之處，無不一一拆析了解。曾對大眾感嘆到：「佛法教藏渺如烟海，固非獨善所能究盡，使吾自畫而不進，其能免於孤陋之誚乎！」。
二十年後法師離開前往主持旌德寺，元朝末年天下大亂，大家為了避亂都躲藏起來，唯有法師一人獨自操持寺務，不畏時局艱難，不改護教弘法之志，社會動盪的惡風，逐漸受到法師的教化影響而改觀，有越來越多的人前來聽聞法師講經。
明朝洪武元年（1368年），集慶寺住持虛任，郡守李公請法師住持，開演天臺教法。同年六月，法師預知時至，召喚弟子們囑咐後事，於六月十七日安然坐化圓寂，世壽四十六歲，僧臘二十八。弟子圓覺、一印、昇元、克勤等，將其靈骨於龍井建塔供奉。

## 法嗣

### 師長
- 我菴本無

### 弟子
- 釋圓覺
- 釋一印
- 釋昇元
- 釋克勤